# Schraplau
Schraplau es un municipio situado en el distrito de Saale, en el estado federado de Sajonia-Anhalt (Alemania), a una altitud de 116 metros. Su población a finales de 2015 era de unos 1100 habitantes y su densidad poblacional, 160 hab/km².